# Tourisme en Gaspésie
Le tourisme en Gaspésie est une composante importante de l'activité économique de la région de la Gaspésie, l'une des 22 régions touristiques du Québec. En 2016, elle compte 700 entreprises associées au secteur du tourisme, soit 3,6 % de toutes les entreprises touristiques du Québec..

## Situation géographique
La Gaspésie est située au centre-est du Québec. Cette péninsule canadienne est entourée du fleuve Saint-Laurent (au nord), du golfe du Saint-Laurent (à l'est) et de la baie des Chaleurs (au sud). Elle couvre une superficie de 30 340,6 km2 et sa population atteint 132 660 habitants.

### Sous-région
La région touristique de la Gaspésie est composée de cinq secteurs : la Côte, la Haute-Gaspésie, la Pointe, la baie des Chaleurs et la Vallée de la Matapédia. Ces arrondissements se caractérisent par leur nature.

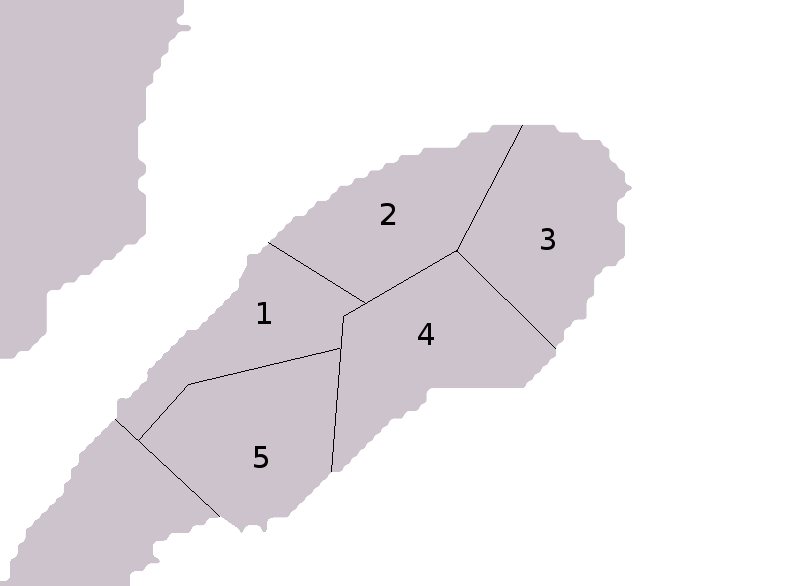
Régions naturelles de la Gaspésie : 1-La Côte ; 2-La Haute-Gaspésie ; 3-La Pointe ; 4-La Baie-des-Chaleurs ; 5-La Vallée

## Histoire du tourisme de la Gaspésie
Le tourisme est apparue en Gaspésie au XIXe siècle. C'est à ce siècle qu'ont débarqué des familles aux intérêts autant opposés que fructueux pour la péninsule. Au début, c'était plutôt calme au niveau des activités récréatives, ensuite elles ont pris augmentées en faveur du développement des moyens de transport. Il y a eu des améliorations portuaires facilitant les liaisons avec des bateaux à vapeur entre le Québec et les autres régions. Aussi, à la fin du siècle, il y a eu des finitions de route permettant de rendre la péninsule ouverte à la circulation. On relia par un chemin de fer, le secteur de la Côte à celui de la Pointe, en passant par la vallée de la Matapédia et la Baie-des-Chaleurs. Le développement en ce qui concerne les médias (revue, recueil, article, journal, etc.) permet à l'industrie de recruter une clientèle.
Depuis le milieu du siècle, le tourisme en Gaspésie s’accentue. Il devient plus important et prend une plus grande place dans la vie gaspésienne. Le tourisme est à son plus fort durant la période estivale. Cette région touristique devient de plus en plus populaire chez les Québécois, les Européens et les Américains. Le tourisme fait maintenant partie d’un des trois secteurs importants pour l’économie de la Gaspésie avec la pêche et l’industrie forestière.

## Attractions

### Tourisme culturel
Sur le plan culturel, la Gaspésie compte des musées ainsi que des sites historiques, des centres d’interprétation, des jardins, des galeries d’art et des salles de spectacle et de théâtre.
L'observation de différentes espèces de plantes et d'oiseaux dans les jardins est possible tout comme le fait de rencontrer des artistes, des artisans et des créateurs dans les galeries d'art ou les ateliers de métier. Les musées et les sites historiques permettent d'apprendre davantage sur l'histoire de la Gaspésie et les centres d'interprétation, eux, permettent de découvrir l'essence de la région.
L'un des principaux musées est le musée de la Gaspésie. Il présente des expositions saisonnière et permanente sur l’histoire de la péninsule canadienne. Il y a en tout une quinzaine de musées et de sites historiques à travers la Gaspésie. Les Jardins de Métis, le Musée des phares et le site historique de Matamajaw en sont des exemples. Les traditions, les cultures et des cuisines se sont développés avec ces endroits.

### Tourisme de santé
La région touristique de la Gaspésie comporte des thalassothérapies, des centres de soin, des classes de yoga ainsi que des randonnées yoga. Aussi, la possibilité d'expérimenter les poissons docteurs exfoliant vos pieds de façon naturelle est possible dans la région.
La thalassothérapie est un ensemble de traitements fait avec de l'eau de mer, les algues et le climat marin dans le but de retrouver énergie et vitalité. Dans la Baie-des-Chaleurs se trouve le centre Aqua-Mer Thalasso spa, complexe intégré avec hébergement, salle à manger, piscine intérieure à l'eau de mer, espace thalasso et esthétique et boutique de la mer.
Des centres de santé se trouvent à Percé, La Mitis et Haute-Gaspésie. Dans ces centres de tourisme de santé, des soins de massothérapie avec pierres et coquillages chauds ainsi des bains thérapeutiques, de réflexologie et d'enveloppements sont une option.

### Tourisme religieux
Les années 1870 voient grandir au Québec un tourisme de dévotion. Des lieux de culte consacrés à sainte Anne se multiplient. Cette rencontre de tous les Micmacs des Maritimes est le moment choisi pour ériger un monument à la sainte patronne. À Carleton, l'oratoire Notre-Dame du Mont-Saint-Joseph, réussit vite à se faire une bonne réputation. Au bout de la Gaspésie, à Pointe-Navarre, tout près de Gaspé, se trouve un temple consacré à Notre-Dame-des-Douleurs ; son fondateur est le père Watier.

## Aventure et plein air

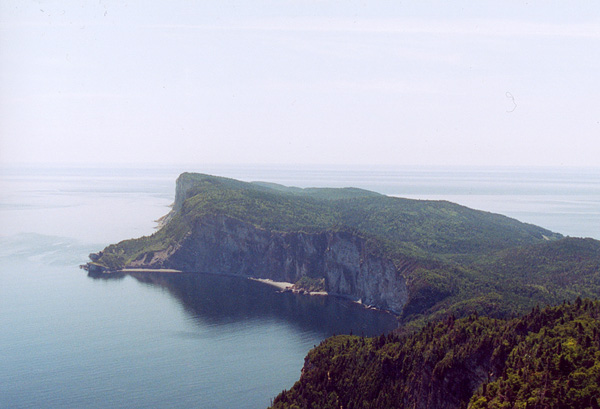
Cap Gaspé

La Gaspésie comporte quatre parcs nationaux. Il y a le parc national formé du rocher Percé et de l'île Bonaventure où se trouve la plus grande colonie de fous de Bassan au monde, le Parc national du Canada Forillon où la côte escarpée a été découverte par Cartier en 1534, le Parc national de Miguasha, un site fossilifère situé dans la Baie-des-Chaleurs inscrit sur la liste du patrimoine mondial de l'Unesco.
et le parc national de la Gaspésie où se trouve la chaîne des Appalaches ayant des sommets de plus de 1 000 mètres. Dans ce parc, l'observation d'orignaux et de caribous est possible.
Pour les pêcheurs sportifs, la Gaspésie comporte des rivières remplies de saumon atlantique. Au sud, dans la Baie-des-Chaleurs, se trouve le Parc national de Miguasha, un site fossilifère inscrit sur la liste du patrimoine mondial de l'Unesco.
La route de la Vallée de la Matapédia mène au Jardins de Métis. Ce jardin est l'un des principaux en Gaspésie. Au niveau des réserves fauniques, les deux principales sont celle de Matana et celle des Chic-Chocs. Le sentier international des Appalaches avec ses 650 km de sentiers est une autre activité dans la région touristique de la Gaspésie.
Excursions en mer ; Plages et glissoires d'eau ; Kayak, canotage et rafting ; Plongée sous-marine ; Voile ; Marinas ; Canyonisme ; Randonnée pédestre ; Excursions guidées ; Centres de vacances ; Vélo ; Karting, go-karts et paintball ; Moto ; Pêche ; Réserves fauniques et zecs ; Pourvoiries ; Chasse ; Golf ; Plaisirs d'hiver ; Quad et motoneige
sont d'autres activités de plein air qu'offre la Gaspésie selon le site web touristique officiel.
- Excursion en mer : Baie-des-Chaleurs, Percé, Gaspé, Haute-Gaspésie
- Plage et glissade d'eau : glissade d'eau Percé et les plages presque dans chaque ville
- Kayak, canotage et rafting : Baie-des-Chaleurs, Haute-Gaspésie, Gaspé, Percé, Matane, Vallée de la Matapédia
- Plongée sous-marine : Gaspé, Percé, Port-Daniel, Paspébiac, Val-Brillant
- Voile : Baie-des-Chaleurs, Gaspé
- Marinas : Gaspé, Percé, Baie-des-Chaleurs, Matane, Haute-Gaspésie
- Canyonisme : Gaspé, Haute-Gaspésie
- Randonnée pédestre : Vallée de la Matapédia, Haute-Gaspésie, Baie-des-Chaleurs, Percé, Gaspé, Matane
- Excursions guidées : Haute-Gaspésie, Baie-des-Chaleurs, Percé, La Mitis
- Centres de vacances : Ville de Gaspé, Chandler et Sainte-Thérèse-de-Gaspé
- Vélo : Haute-Gaspésie, Gaspé, Vallée de la Matapédia,
- Escalade : Haute-Gaspésie
- Parapente : Mont-Saint-Pierre, Haute-Gaspésie
- Quad : Baie-des-Chaleurs, Haute-Gaspésie, Vallée de la Matapédia
- Karting, go-karts et paintball : Percé, La Mitis
- Mototourisme : Partout sur les routes de la Gaspésie
- Pêche : Baie-des-Chaleurs, Percé, Gaspé, Matane
- Réserves fauniques et ZECs : Baie-des-Chaleurs, Vallée de la Matapédia, Gaspé, Percé, Matane, Haute-Gaspésie,
- Pourvoiries : Baie-des-Chaleurs, La Mitis
- Chasse : Baie-des-Chaleurs, Haute-Gaspésie, Matane, Percé, La Mitis, Gaspé
- Golf : Vallée de la Matapédia, Gaspé, Haute-Gaspésie, La Mitis, Matane, Percé, Baie-des-Chaleurs
- Plaisirs d'hiver : Ski de fond/raquette, ski/planche, traîneaux à chiens, escalades sur glace: Haute-Gaspésie, Baie-des-Chaleurs, Gaspé, Percé, Matane, La Mitis, Vallée de la Matapédia,
- Motoneige : Baie-des-Chaleurs, Haute-Gaspésie, Gaspé, Percé, Matane, Vallée de la Matapédia

## Festivals et événements
- Le festival de la Virée: festival ayant pour but principal de faire connaître les arts traditionnels de l’Est du Québec. Durant ces trois jours, des spectacles professionnels de conte, de musique et de danse traditionnelle, des ateliers, des expositions en arts visuels, un marché public avec producteurs bioalimentaires et artisans gaspésiens et la présence d'artisans Micmacs sont présents.
- le Festival en chanson de Petite-Vallée: festival où des artistes de la relève et des artistes professionnels du secteur francophone de la chanson se produisent.
- festival international Maximum Blues : l'un des festivals d'envergure internationale où des spectacles de blues et d'autres musiques sont présentés pendant près de quatre jours.
- Le Festival international de jardins : festival situé à Grand-Métis qui met en vedette les créations d’artistes venus de par le monde.
- Le festival musique du bout du monde à Gaspé : festival qui se tient au mois d’août et dure 4 jours. Pendant ces 4 jours, la ville de Gaspé est remplie de gens venant de partout, des spectacles, des parades, des kiosques venant de l’extérieur de la ville et même du pays. De l'animation pour enfants, des ateliers, des dégustations sont aussi de la partie. Ce festival permet de faire connaître la musique de partout dans le monde ainsi que d'autres cultures.

Ces festivals ne sont que quelques exemples d’événement sur plusieurs. Aussi, dans la Baie-des-Chaleurs se déroule un rallye automobile où plus de 40 voitures modifiées rivalisent sur des chemins de gravier et sur des sites aménagés. Outre les fêtes, il y a aussi des manifestations sportives telles que le festival du vol libre, Ulra-trail du Mont-Albert ou du Bout du Monde, Courses de vélo, etc.

## Hébergement
Plusieurs types d’hébergement sont proposés en Gaspésie. Les prix varient selon la saison, le nombre de personnes et les caractéristiques de l’unité. Le niveau de classification change d’une place à une autre.
Les gîtes, auberges et hôtels ont des différentes thématiques et des tarifs diversifiés. Il y a plusieurs auberges de jeunesse tels que l'Auberge Internationale forillon face à la baie de Gaspé, au cœur du parc national Forillon à Cap-aux-Os. L'auberge le Chic-chac comporte des installations pour les sports de neige. Aussi, l'auberge le Sea Shack, qui se situe à Saint-Anne-des-Monts sur le bord de la mer, est l'une des auberges ayant des installations répondant aux besoins des jeunes.

## Voyages
La région de la Gaspésie compte quatre agences de voyages. Il y en a deux situées à Matane, une à Gaspé ainsi qu’une dans la Baie des Chaleurs.

## Services touristiques
Des services touristiques sont présents dans la région touristique de la Gaspésie. Il y a trois aéroports sur ce territoire et, au besoin d’informations supplémentaires, une vingtaine d’endroits sont disponibles, que ce soit des bureaux d’accueil touristiques, des relais d’informations touristiques ou encore bureaux d’informations touristiques. Ces lieux d’information touristique sont surtout situés sur la route 132. Aussi, la location d'équipement et de véhicule est possible en Gaspésie.
Sur le territoire, l'accès à des bars, à des salles de spectacle et de théâtre ainsi qu'à des marinas et des clubs nautique sont présents.
Les huit organismes locaux de promotion touristique et trois organismes : Gaspésie Gourmande, le Réseau muséal et patrimonial de la Gaspésie et Conseil de la culture de la Gaspésie sont aussi considérés dans les services touristiques de la région.

## Transport
Les arrivées en Gaspésie par avion sont possibles. Cette région touristique possède trois aéroports pour les touristes venant de loin. Une fois sur place, la location de voitures est une option afin de faire le tour de la péninsule. Au niveau du transport collectif, 19 circuits d’autobus reliant les municipalités et villages en Haute-Gaspésie sont disponibles.

## Restauration, gastronomie et produit du terroir
En Gaspésie, il y a plusieurs auberges et restaurants où plusieurs mets sont proposés. Que ce soit de la cuisine familiale, gastronomique, régionale, santé ou du marché, on les retrouves tous dans cette région touristique. Aujourd’hui, on retrouve des produits tels que l'émeu, le fromage de chèvre, la mousse de produits marins, le caviar de lompe et la gelée d'érable comme aliment gastronomique. On y trouve aussi différents poissons et fruits de mer fumés, poisson salé-séché, agneau et produits d'hydromel. Selon le site touristique officiel du gouvernement du Québec, un total 49 restaurants sont présents sur le territoire.
La pêche est considérée comme un mode de vie chez les habitants de la Gaspésie. Elle est très présente et c’est pour cette raison que cette région touristique compte de nombreuses poissonneries où des quantités de poissons et fruits de mer fraîchement pêchés sont proposés. Les producteurs ont plusieurs façons d'offrir leur produit : frais, fumés, salés-séchés ou encore transformés en plats cuisinés.
La Gaspésie pratique l’aquaculture et l’agrotourisme. La visite de fermes d’élevage et de culture afin de gouter les produits du terroir est possible. Le territoire de la Gaspésie possède aussi des érablières, des chocolateries, des mielleries, des conservatrices, des fromageries, des microbrasseries, des hydromelleries et des fumoirs.

## Performance touristique
| Année | Volume  | Nuitées   | Dépenses    | Durée moyenne de séjour (Nuitées) | Dépenses moyennes par séjour ($) | Dépenses moyennes par nuitée ($) |
| ----- | ------- | --------- | ----------- | --------------------------------- | -------------------------------- | -------------------------------- |
| 2011  | 786 000 | 3 229 000 | 228 000 000 | 4,1                               | 290                              | 70                               |
| 2010  | 583 000 | 2 221 000 | 189 000 000 | 3,8                               | 324                              | 85                               |
| 2009  | 572 000 | 2 443 000 | 178 000 000 | 4,3                               | 311                              | 72                               |
| 2008  | 512 000 | 2 889 000 | 166 000 000 | 5,6                               | 324                              | 57                               |

## Plus beaux villages du Québec
Avec sa ville de Métis-sur-mer, la Gaspésie fait partie des 11 régions membres de l’Association des plus beaux villages du Québec. Situé aux portes de la Gaspésie près des Jardins de Métis, on y trouve de l’architecture ainsi que trois chapelles construites au XIXe siècle qui constituaient un centre de villégiature.

## Routes et circuits touristiques
Une fois arrivé par la route 132 ou par l'autoroute 20, des circuits sont proposés.
Certains circuits et certaines routes tels que le Circuit des arts de la Gaspésie, le Tour Gourmand sont situés uniquement dans la région touristique. Il y en a d’autres qui, eux, passent dans plus d’une région que celle de la Gaspésie. C’est le cas de la Route Verte (Québec). Cette route de 5000 km de long représente le plus grand parcours cyclable en Amérique du Nord. La route des bières de l’Est-du-Québec, le circuit de l’Association des plus beaux villages du Québec, la route des phares sont d’autres exemples de circuits/routes qui traversent la Gaspésie.
Il est possible de trouver de trouver une liste des circuits sur le site web touristique officiel de la Gaspésie.
- Circuit grand tour
- Circuit jardins et ponts couverts
- Circuit fleuve et Chic-Chocs
- Circuit golfe du Saint-Laurent
- Circuit plages de la baie
- Circuit rivière Matapédia et Plateaux
- Circuit des phares
- Circuit familial
- Circuit ornithologique
- Circuit historique
- Circuit Gaspésie Gourmande
- Circuit Observation de la Faune
- Circuit des Arts

La Gaspésie est l'une des 4 régions membres du Québec maritime. Le Québec maritime met en valeur le territoire de la mer et des montagnes. L’un des circuits qui démontre ces aspects est le Tour de la Gaspésie. En effet, ce circuit mythique situé au bord de la mer fait le tour de la péninsule.

## L'association touristique régionale
L'association touristique régionale (ATR) de la Gaspésie se situe au 1020, boulevard Jacques-Cartier à Mont-joli. Mont-Joli est le point de convergence entre l'autoroute 20 et la route touristique de la Gaspésie. Située à l'arrière du bureau de l'association touristique régionale se trouve une halte à l'intention des voyageurs. www.tourisme-gaspesie.com